# Отченаш, Наталья Леонидовна
Ната́лья Леони́довна Отченаш (в девичестве Бурды́га; род. 26 октября 1983, Оса, Пермская область) — российская и украинская биатлонистка, четырёхкратная чемпионка Европы среди юниорок, мастер спорта России международного класса, мастер спорта Украины международного класса (2011). В мае 2016 года завершила карьеру. 
В апреле 2017 года Наталья Бурдыга вышла замуж за словацкого биатлониста Мартина Отченаша и взяла фамилию мужа, сейчас является его личным тренером.

## Спортивная карьера
Биатлоном начала заниматься в 2001 году в Чайковском у известного тренера Иннокентия Каринцева, до этого занималась лыжными гонками у своего отца Леонида Павловича Бурдыги. Окончила Чайковский государственный институт физической культуры.
В 2003 году на чемпионате Европы среди юниоров в Форни-Авольтри завоевала три золотые медали (в спринте, гонке преследования и эстафете). В 2004 году на чемпионате Европы среди юниоров в Минске завоевала золотую (в эстафете) и серебряную (в гонке преследоавания) медали.
После перехода во взрослый биатлон Бурдыга перенесла серию травм, из-за чего выступала очень редко.
В 2006 году на чемпионате мира по летнему биатлону в Уфе, где Наталья успела выиграть два золота, в двух пробах, взятых у неё после спринта и гонки преследования, было обнаружено вещество карфедон. В соответствии с действующим списком Всемирного антидопингового агентства карфедон относится к классу S6 (стимуляторы). Бурдыга была дисквалифицирована сроком на два года (с 9 сентября 2006 года по 8 сентября 2008 года) и лишена наград чемпионата мира.
В 2009 году на чемпионате России по биатлону в индивидуальной гонке завоевала золотую медаль.
В 2010 году приняла гражданство Украины. По правилам IBU после перехода спортсмена в федерацию другой страны, если не получено разрешение федерации, из которой ушёл спортсмен, ему запрещается 2 года выступать на международных соревнованиях под эгидой IBU. Бурдыга обратилась с письмом к президенту Союза биатлонистов России, в котором просила разрешить ей выступать за Украину минуя двухлетний карантин.
20 декабря 2010 года Союз биатлонистов России разрешил Наталье выступать на международных соревнованиях, проводимых под эгидой IBU, за сборную Украины при условии неучастия в эстафетных гонках до окончания двухлетнего карантина, предусмотренного статьей 2.6 Конституции IBU (по 12 марта 2012 года).
Согласно договоренности между Союзом биатлонистов России и Федерацией биатлона Украины мораторий на выступление Натальи Бургдыги в эстафетных гонках снят досрочно 20 января 2012 года, после чего она выступила в женской эстафете 21 января 2012 года в Антерсельве.

## Кубок мира
- 2014—2015 — 43-е место (165 очков)
- 2013—2014 — 38-е место (187 очков)
- 2012—2013 — 49-е место (95 очков)
- 2011—2012 — 21-е место (378 очков)
- 2010—2011 — 45-е место (130 очков)
- 2009—2010 — 64-е место (51 очко)

### Статистика выступлений в Кубке мира
- Дебют в Кубке мира и первое попадание в очковую зону — 2 декабря 2009 года в индивидуальной гонке в Эстерсунде — 29-е место.
- Наивысшее место в личных гонках на этапах Кубка мира — 6-е  в гонке преследования в Нове-Место-на-Мораве на 6-м этапе сезона 2011/12.
- Наивысшее место в командных соревнованиях Кубка мира — 2-е в смешанной эстафете в Контиолахти на 8-м этапе сезона 2011/12 и в эстафете в Преск-Айл на 8-м этапе сезона 2015/16.
- Также дважды занимала третье место в составе эстафетной команды Украины на этапах Кубка мира.

## Результаты в официальных стартах

### Кубок мира
| Сезон                                | Дисциплина | Этапы  | Этапы  | Этапы  | Этапы | Этапы | Этапы | Этапы | Этапы | Этапы | Этапы | Итог (очки/место) (по дисциплинам) | Итог (очки/место) (по дисциплинам) | Итог (очки/место) (общий) | Итог (очки/место) (общий) |
| Сезон                                | Дисциплина | 1      | 2      | 3      | 4     | 5     | 6     | 7     | 8     | 9     | ЧМ/О  | Итог (очки/место) (по дисциплинам) | Итог (очки/место) (по дисциплинам) | Итог (очки/место) (общий) | Итог (очки/место) (общий) |
| ------------------------------------ | ---------- | ------ | ------ | ------ | ----- | ----- | ----- | ----- | ----- | ----- | ----- | ---------------------------------- | ---------------------------------- | ------------------------- | ------------------------- |
| 2009/10                              | ИГ         | Эст 29 | -      | Пок 22 | -     | -     | -     | -     | -     | -     | -     | 31                                 | 22                                 | 51                        | 64                        |
| 2009/10                              | Спринт     | -      | Хох 35 | -      | -     | -     | -     | -     | -     | -     | -     | 6                                  | 46                                 | 51                        | 64                        |
| 2009/10                              | ГП         | -      | Хох 27 | -      | -     | -     | -     | -     | -     | -     | -     | 14                                 | 27                                 | 51                        | 64                        |
| 2009/10                              | Масс-старт | -      | -      | -      | -     | -     | -     | -     | -     | -     | -     | -                                  | -                                  | 51                        | 64                        |
| По состоянию на 20 декабря 2009 года |            |        |        |        |       |       |       |       |       |       |       |                                    |                                    |                           |                           |

### Кубок Европы
| Сезон                                | Дисциплина | Этапы  | Этапы  | Этапы  | Этапы | Этапы | Этапы | Этапы | Этапы | Этапы  | Итог (очки/место) (по дисциплинам) | Итог (очки/место) (по дисциплинам) | Итог (очки/место) (общий) | Итог (очки/место) (общий) |
| Сезон                                | Дисциплина | 1      | 2      | 3      | 4     | 5     | 6     | 7     | 8     | ЧЕ     | Итог (очки/место) (по дисциплинам) | Итог (очки/место) (по дисциплинам) | Итог (очки/место) (общий) | Итог (очки/место) (общий) |
| ------------------------------------ | ---------- | ------ | ------ | ------ | ----- | ----- | ----- | ----- | ----- | ------ | ---------------------------------- | ---------------------------------- | ------------------------- | ------------------------- |
| 2002/03                              | ИГ         | -      | -      | -      | -     | -     | -     | -     | -     | -      | -                                  | -                                  | 100                       | 24                        |
| 2002/03                              | Спринт     | -      | -      | -      | -     | -     | -     | -     | -     | Фор 1  | 50                                 | 14                                 | 100                       | 24                        |
| 2002/03                              | ГП         | -      | -      | -      | -     | -     | -     | -     | -     | Фор 1  | 50                                 | 8                                  | 100                       | 24                        |
| 2003/04                              | ИГ         | -      | -      | Обе 2  | -     | -     | -     | -     | -     | Мин 2  | 92                                 | 1                                  | 340                       | 4                         |
| 2003/04                              | Спринт     | -      | РВР 1  | Обе 3  | -     | Мер 3 | -     | -     | -     | Мин 4  | 176                                | 3                                  | 340                       | 4                         |
| 2003/04                              | ГП         | -      | РВР 7  | -      | -     | -     | -     | -     | -     | Мин 4  | 72                                 | 16                                 | 340                       | 4                         |
| 2004/05                              | ИГ         | Гел 12 | -      | Обе 17 | -     | -     | -     | -     | -     | -      | 36                                 | 23                                 | 175                       | 14                        |
| 2004/05                              | Спринт     | Гел 17 | Гел 35 | Обе 9  | Обе 5 | -     | -     | -     | -     | -      | 79                                 | 16                                 | 175                       | 14                        |
| 2004/05                              | ГП         | -      | Гел 7  | -      | Обе 9 | -     | -     | -     | -     | -      | 60                                 | 8                                  | 175                       | 14                        |
| 2005/06                              | ИГ         | -      | -      | -      | -     | -     | -     | -     | -     | -      | -                                  | -                                  | 71                        | 41                        |
| 2005/06                              | Спринт     | -      | Обе 7  | Роз 19 | -     | -     | -     | -     | -     | -      | 44                                 | 34                                 | 71                        | 41                        |
| 2005/06                              | ГП         | -      | Обе 22 | Роз 14 | -     | -     | -     | -     | -     | -      | 27                                 | 42                                 | 71                        | 41                        |
| 2008/09                              | ИГ         | Эдр 8  | -      | -      | -     | -     | -     | -     | -     | Уфа 17 | нд                                 | нд                                 | 58                        | 72                        |
| 2008/09                              | Спринт     | -      | -      | -      | -     | -     | -     | -     | -     | Уфа 13 | 58                                 | 41                                 | 58                        | 72                        |
| 2008/09                              | ГП         | -      | -      | -      | -     | -     | -     | -     | -     | Уфа 9  | нд                                 | нд                                 | 58                        | 72                        |
| По состоянию на 20 декабря 2009 года |            |        |        |        |       |       |       |       |       |        |                                    |                                    |                           |                           |

## Примечание
1. ↑  Евгений Савин вручил удостоверение мастера спорта Украины международного класса харьковской биатлонистке Наталье Бурдыге. Дата обращения: 31 октября 2015. Архивировано 4 марта 2016 года.
2. ↑  Мартин Отченаш: «Приехал в Россию знакомиться с родителями жены». Дата обращения: 30 августа 2017. Архивировано 31 августа 2017 года.
3. ↑  По дороге в сборную. Наталья Бурдыга. Досье "Чемпионат.ру" (недоступная ссылка)
4. ↑  Биатлонистка Наталья Бурдыга дисквалифицирована за допинг
5. ↑  Бурдыга выиграла чемпионат России по биатлону. Дата обращения: 28 декабря 2010. Архивировано из оригинала 30 января 2009 года.
6. ↑  Наталья Бурдыга обратилась к президенту СБР. Дата обращения: 20 января 2012. Архивировано 5 января 2014 года.
7. ↑  СБР разрешил Наталье Бурдыге выступать за сборную Украины на особых условиях. Дата обращения: 20 января 2012. Архивировано 5 января 2014 года.
8. ↑  СБР и Федерация биатлона Украины договорились о снятии моратория на выступления Натальи Бурдыги в эстафете. Дата обращения: 20 января 2012. Архивировано 6 сентября 2012 года.